# Gary Cady
Gary Cady (ur. 14 września 1959 w Anglii) – brytyjski aktor teatralny, telewizyjny i filmowy.

## Życiorys

### Kariera
Po występie w sitcomie ITV Brass (1983-90) jako Matthew Fairchild, znalazł się w obsadzie miniserialu ABC Lace (1984) wg powieści Shirley Conran, serialu BBC Doktor Who (Doctor Who, 1985) i miniserialu ABC Queenie (1987) u boku Kirka Douglasa na podstawie prawdziwej historii ekranowej aktorki Merle Oberon.
Potem można go było zobaczyć w komediodramacie Lewisa Gilberta Nie całkiem w raju (Not Quite Paradise, 1985) z udziałem Sama Robardsa i Joanny Pacuły, dramacie kryminalnym Neila Jordana Mona Lisa (1986) z Bobem Hoskinsem i Cathy Tyson, dramacie Mary Lambert Sjesta (Siesta, 1987) z Ellen Barkin, filmie przygodowym Nicholasa Meyera Skrytobójcy/Mordercza sekta (The Deceivers, 1988) jako porucznik Maunsell u boku Pierce’a Brosnana. W komedii Terry’ego Jonesa Eryk wiking (Erik the Viking, 1989) wcielił się w postać kowala Keitela Blacksmitha.
W 1992 na scenie Theatre Royal Haymarket w Londynie zagrał w sztuce Edmonda Rostanda Cyrano De Bergerac z Robertem Lindsayem, a w 1994 na deskach King’s Head Theatre w Londynie wystąpił jako Peter Carter w musicalu Stairway to Heaven.
Powrócił na mały ekran w ekranizacji powieści Barbary Taylor Bradford Być najlepszą (To Be the Best, 1992) z Lindsay Wagner, Anthony Hopkinsem i Stephanie Beacham, a także gościnnie w serialach: Coronation Street (1994), Pamiętniki Sherlocka Holmesa (The Memoirs of Sherlock Holmes, 1994), Arystokraci (Aristocrats, 1999) jako Lord William Gordon i Czerwony karzeł (Red Dwarf, 2012) jako Dominator Zlurth.

### Życie prywatne
W 1997 w Dulwich w południowym Londynie otworzył Belair Restaurant.

## Wybrana filmografia

### Filmy fabularne
- 1986: Nie całkiem w raju (Not Quite Paradise) jako Steve
- 1986: Mona Lisa jako hotelowy kelner
- 1987: Sjesta (Siesta) jako Roger
- 1987: West of Paradise (TV) jako Alan Richardson
- 1988: Journey’s End (TV)
- 1988: Skrytobójcy (The Deceivers) jako porucznik Maunsell
- 1989: Eryk wiking (Erik the Viking) jako kowal Keitel Blacksmith
- 1992: Być najlepszą (To Be the Best, TV) jako Philip
- 1999: Shergar jako kapitan Kirkpatrick S.A.S.
- 2000: Seeing Red (TV) jako Peter
- 2004: The Seer of the Sands jako Justin Mallory
- 2007: Behind the Director’s Son’s Cut (krótkometrażowe wideo) jako Keitel Blacksmith
- 2009: Siren jako Randall
- 2011: Hot Hot Hot jako Knut

### Seriale TV
- 1983-90: Brass jako Matthew Fairchild
- 1984: Lace jako Robert Salter
- 1984-85: Leaving jako Matthew Ford
- 1985: Doktor Who (Doctor Who) jako Luke Ward
- 1985: The Kenny Everett Television Show – różne role
- 1986: Fairly Secret Army jako Paul Truscott
- 1987: Queenie jako Lucien Chambrun
- 1987: Sunday Premiere
- 1987: Three Up Two Down jako Steve Kelly
- 1989: I promessi sposi jako Don Rodrigo
- 1992: Birds of a Feather jako Brett
- 1994: Coronation Street jako Erik Mikaelson
- 1994: Pamiętniki Sherlocka Holmesa (The Memoirs of Sherlock Holmes) jako Douglas Maberley
- 1994: Revelations jako Steve Whittaker
- 1995: Żona polityka (The Politician’s Wife) jako Alistair Drummond
- 1996: As Time Goes By jako Gary
- 1997: Melissa jako Don Page
- 2000: Szpital Holby City jako Brendan O’Hanlon
- 2001: Starhunter jako Stephen Hamilton
- 2001: Peak Practice jako Jim Barnes
- 1999: Arystokraci (Aristocrats) jako Lord William Gordon
- 2004: Jonathan Creek jako Justin Mallory
- 2005: Doctors jako Jeff Dunn
- 2006: Footballers’ Wives jako William Woodfield
- 2009: Rosamunde Pilcher jako Thomas
- 2009: Trial & Retribution jako Randall
- 2010: Doctors jako Tony Brooke
- 2011: Doctors jako Doug Beavis
- 2012: Czerwony karzeł (Red Dwarf) jako Dominator Zlurth
- 2012: Na sygnale (Casualty) jako Dominic Carter